# Oreochromis esculentus
Oreochromis esculentus é uma espécie de peixe da família Cichlidae.
Pode ser encontrada nos seguintes países: Quénia, Tanzânia e Uganda.
Os seus habitats naturais são: pântanos e lagos de água doce.